# Lascheid (België)
Lascheid is een plaats in de Luikse gemeente Burg-Reuland. De plaats heeft ongeveer 166 inwoners.
De plaats ligt boven het dal van de Ulf en werd voor het eerst vermeld in 1501 als Landscheydt (landscheiding), wat zoveel betekent als grens.

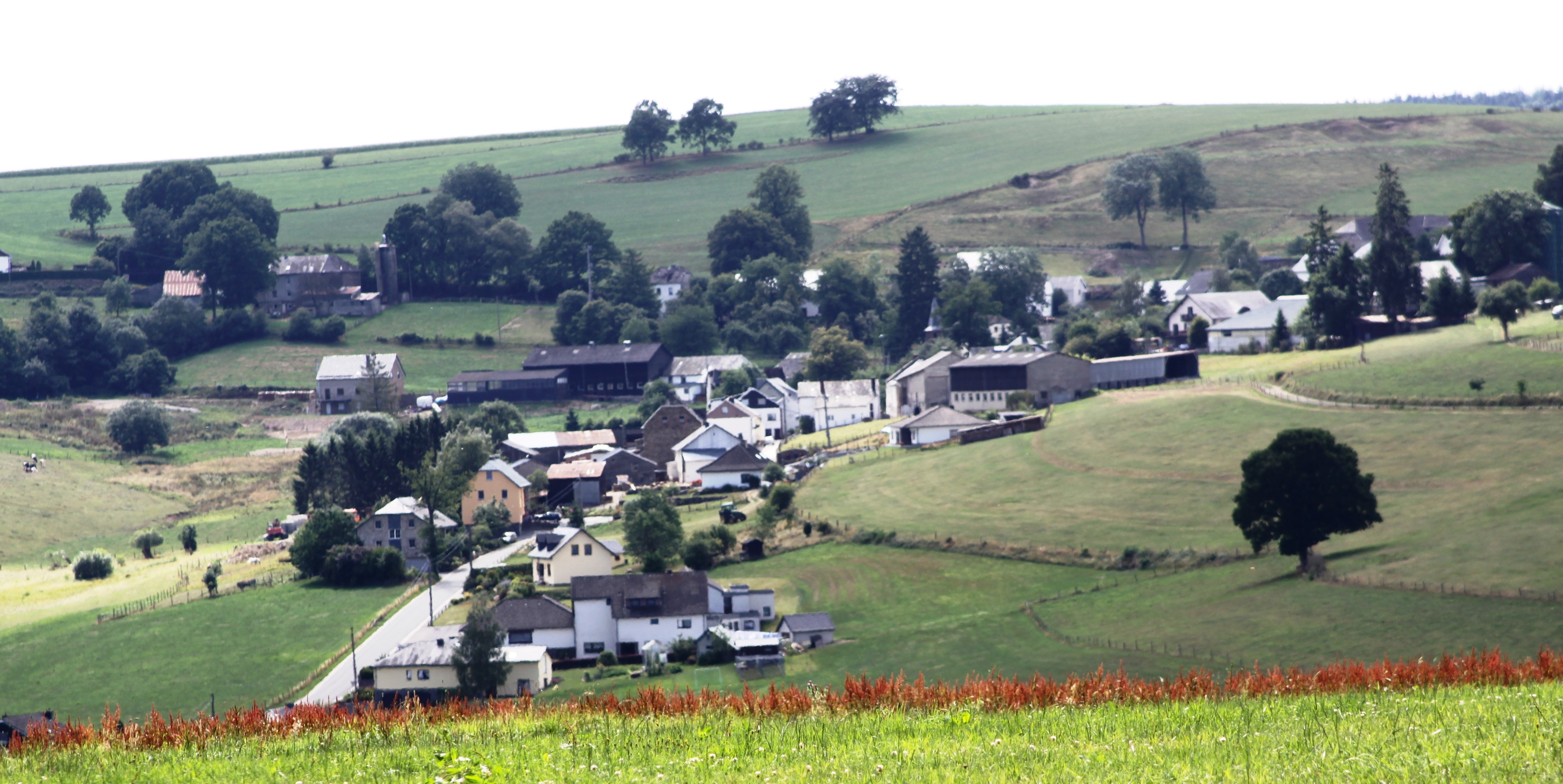
Lascheid, gezien vanaf Reuland

## Bezienswaardigheden
- Sint-Michaëlkapel

## Nabijgelegen kernen
Weweler, Oberhausen, Oudler, Reuland
Deelgemeenten: Reuland · Thommen

Overige kernen: Aldringen · Alster · Auel · Bracht · Braunlauf · Diepert · Dürler · Espeler · Grüfflingen · Koller · Lascheid · Lengeler · Maldingen · Malscheid · Maspelt · Oberhausen · Oudler · Ouren · Richtenberg · Steffeshausen · Stoubach · Weidig · Weisten · Weweler

Belgische gemeenten · Duitstalige Gemeenschap · Arrondissement Verviers · Luik · Wallonië